# Jack Cutmore-Scott
Jack Cutmore-Scott, född 16 april 1987 i Lambeth, London, är en brittisk skådespelare.
Cutmore-Scott har bland annat medverkat i TV-serien Frasier där han spelar Frasier Cranes son Freddy. Han har även medverkat i filmerna Tenet och Oppenheimer.

## Filmografi (i urval)
- 2020 – Tenet
- 2023 – Oppenheimer
- 2023 – Frasier (TV-serie)